# Dusona coriacea
Dusona coriacea är en stekelart som beskrevs av Horstmann 2004. Dusona coriacea ingår i släktet Dusona och familjen brokparasitsteklar. Inga underarter finns listade i Catalogue of Life.